# Fort de Villeneuve
Le fort de Villeneuve est un ouvrage militaire défensif construit de 1876 à 1879 sur la commune de Villeneuve-Saint-Georges et faisant partie du dispositif de protection de Paris.

## Présentation
Après la guerre franco-allemande de 1870, l’état-major français décide d'élargir le dispositif des fortifications de Paris : Viollet le Duc et le général Séré de Rivières imaginent une deuxième ceinture de 18 forts, dont celui de Villeneuve, dont la construction est décidée en 1875. La construction s'effectue entre 1876 à 1879 pour une entrée en service officielle en 1880. La construction s'effectue entre 1876 à 1879 pour une entrée en service officielle en 1880.
Durant la Seconde Guerre mondiale, huit résistants de Villeneuve-Saint-Georges y sont fusillés. Une plaque commémorative est apposée dans le fort.
En 1966, le fort, alors en ruines, est investi par le 6e groupement de la brigade de sapeurs-pompiers de Paris afin de former les cadets des sapeurs-pompiers de Paris. Après cinq mois de travaux importants, il accueille ses premières recrues le 1er juin 1966. Cet usage perdure jusqu'en 2023, les pompiers investissant un nouveau centre de formation à cheval sur les communes de Limeil-Brévannes, Valenton et Villeneuve-Saint-Georges, alors que les 11 hectares du fort doivent être dédiés à la police pour accueillir une partie du Service du soutien opérationnel (SSO) de la DOPC. Une cérémonie symbolique de remise des clés est organisée le 21 décembre en présence du préfet de police de Paris, Laurent Nuñez, et du général Joseph Dupré la Tour, commandant de la BSPP.